# Tipula jakut
Tipula jakut är en tvåvingeart som beskrevs av Alexander 1934. Tipula jakut ingår i släktet Tipula och familjen storharkrankar. Inga underarter finns listade i Catalogue of Life.